# Сливиньский, Людвик

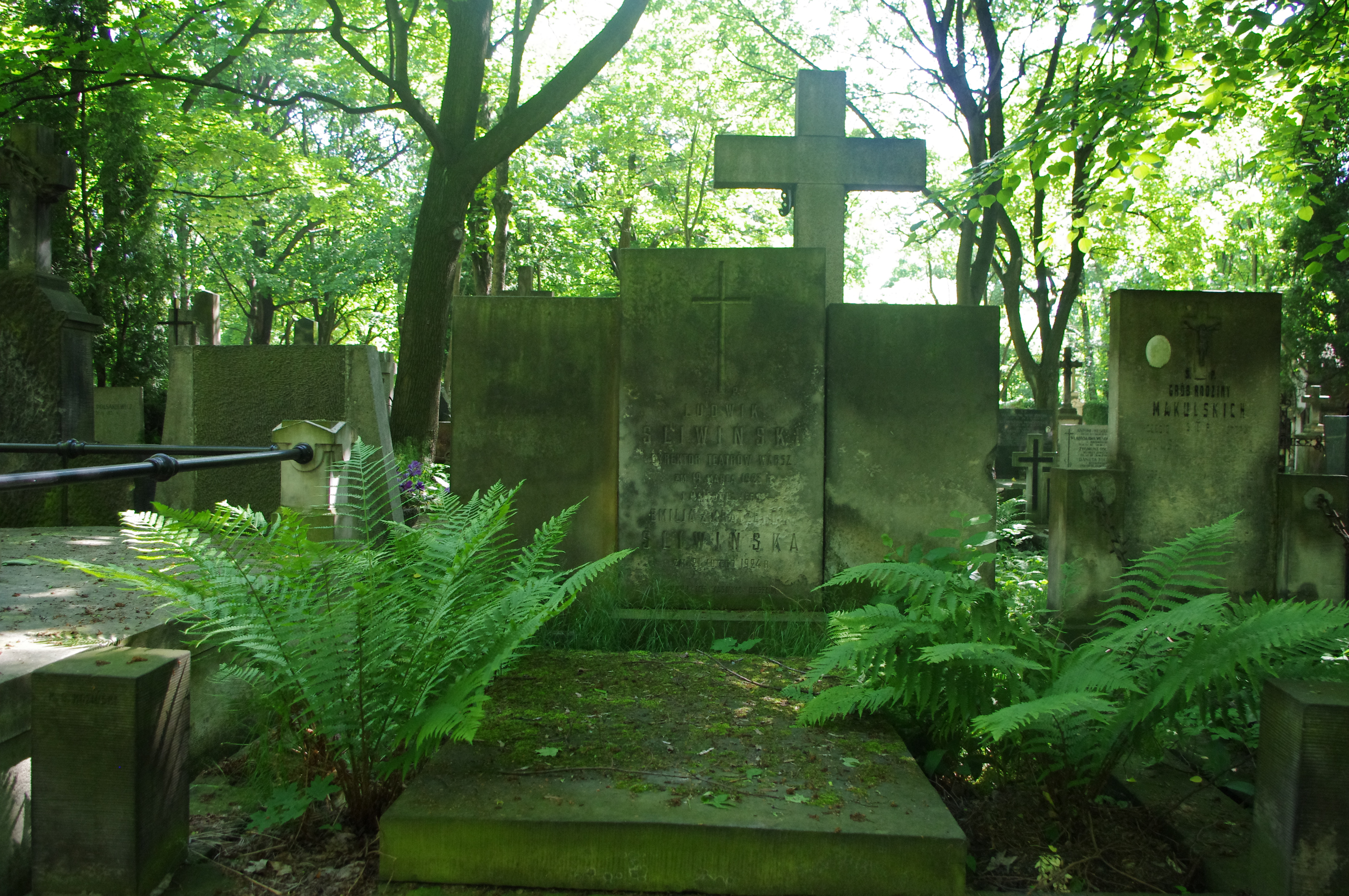
Могила актёра и режиссёра Л. Сливиньского на Повонзковском кладбище в Варшаве

Людвик Сливиньский (пол. Ludwik Śliwiński, 1857, Малая Польша — 19 марта 1923, Варшава) — актёр и театральный режиссёр. Автор великолепия варшавской оперетты своего времени.

## Биография
Сын Францишека и Марии, и, вероятно, отец Ирены Лесьневской. Окончив гимназию, около 1874 года, он играл роли любовников во Львове. В 1880–82 годах был актёром Краковского театра. 10 сентября 1882 года он дебютировал в WTR в роли Казимежа (Чартоска лава), где получил постоянную работу в качестве актёра и режиссёра.
13 февраля 1890 года он был назначен директором оперетты WTR. С 1894 года он больше не выступал как актёр, полностью посвятив себя работе менеджера, режиссёра, переводчика и монтажёра драматических и опереточных произведений. В 1901–1914 годах он поставил 78 спектаклей. Он не был великим актёром. Однако он был амбициозным театральным менеджером. Будучи директором Малого театра, он заменил декорации на новые. Взяв на себя управление опереттой, он основательно обновил её помещение, «Театр Новы», добавив, среди прочего, газовое освещение. Из-за того, что Варшавская оперетта, расположенная по адресу ул. Крулевская могла вместить всего 700 человек, к 1901 году Сливиньский построил новое здание по ул. Ипотечная, 8, назвав его Новым театром (пол. Teatr Nowości w Warszawie). В него вмещалось 1300 зрителей.
Он собрал великолепную команду, обеспечив невероятный успех Варшавской оперетты. В состав опереточного коллектива входили такие выдающиеся артисты, как Виктория Кавецкая, Ванда Мановская, Руфин Морозович, Люцина Мессаль, Антони Фертнер, Болеслав Межеевский, Юзеф Редо, Мечислава Цвиклиньская, Казимира Невяровская и другие. Его вдохновляли режиссёрские решения венской и берлинской оперетт, а также парижского ревю. Лишь при нём в действие были вовлечены хор и балет, обеспечившие фон для солистов, что в сочетании с зрелищной постановкой сделало Варшавскую оперетту одной из лучших в Европе.
Он был инициатором многих новаторских идей. В 1913 году он поставил знаменитую оперетту «Базар для девочек», в которой Люцина Мессаль и Юзеф Редо станцевали первое танго в Польше. Сливиньский руководил с размахом и воображением. Он использовал самые современные методы постановки и режиссуры. В период его наибольших успехов его называли «царём оперетты».
17 июля 1921 года он дал последнее исполнение оперетты, остававшейся под его руководством в течение тридцати лет.
Он умер 19 марта 1923 года от болезни сердца по дороге домой из театра.
Людвик Сливиньский покоится на Повонзковском кладбище в Варшаве (квартал К-VI-22/23).